# Rheintaler ribelmais

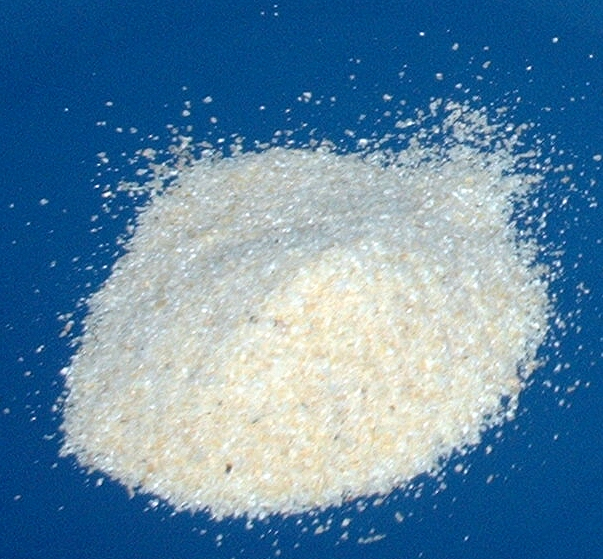
Rheintaler Ribel

Rheintaler Ribel eller Türggenribel är en traditionell mald spannmålsprodukt som görs på majssorten Rheintaler Ribelmais. Produkten produceras i Rhendalen i Schweiz och i Liechtenstein. Rheintaler Ribel AOC är sedan sommaren 2000 den enda schweiziska sädesprodukten med skyddad ursprungsbeteckning. Produkten spelar en viktig roll i Rhendalens kulturhistoria och ekonomiska historia.
Namnet Ribelmais kommer från Ribel, som är framställt av mjölk, vatten och majsmjöl som rostas i en stekpanna tills små knölar bildas. Mellan 1700-talet och 1900-talet var produkten en stapelvara för bönder i Rhendalen. Smaken är nötaktig, och behöver svälla längre än andra majssorter.